# 巴特錫發電站站
巴特錫發電站站（英語：Battersea Power Station tube station）是倫敦地鐵的一個車站，位於倫敦的巴特西，為北線延長至巴特西的終點站。
該車站部分由巴特西發電站的重新開發項目資助。服務於重新開發區及巴特西本身。車站位於巴特西公園路，靠近巴特錫公園，並可步行至昆士敦路車站，與這兩座車站形成站外換乘。該站於2021年9月20日隨北線延伸段一同開通。它是倫敦地鐵網絡中唯一一個名稱包含「站」字的車站。

## 服務
該站位於倫敦地鐵第一收費區，是北線延伸至巴特西發電站的新設站點，屬於延伸工程的一部分。延線從肯寧頓站出發，為巴特西的再開發地區提供服務。所有從巴特西發電站開出的列車均只經由查令十字行駛，因為這條支線延伸自肯寧頓站。這條支線的下一站是九榆樹。
該站作為新支線的終點站，站前設有一组交叉渡线，列車可以停靠任一月台。當局曾提議在巴特西貓狗之家下方建造站后折返线。然而，這些計劃為節省資金而被取消。當局已為可能延伸至克拉珀姆交匯站做了預留。該站還提供與巴特錫公園車站的站外換乘服務。

### 班次模式
- 每小時8班至高巴尼特，經查令十字（高峰時段增至每小時10班）[9]
- 每小時2班至磨坊山東，經查令十字[9]

### 接駁交通
倫敦巴士路線156、211、344、436停靠該站。

## 設計

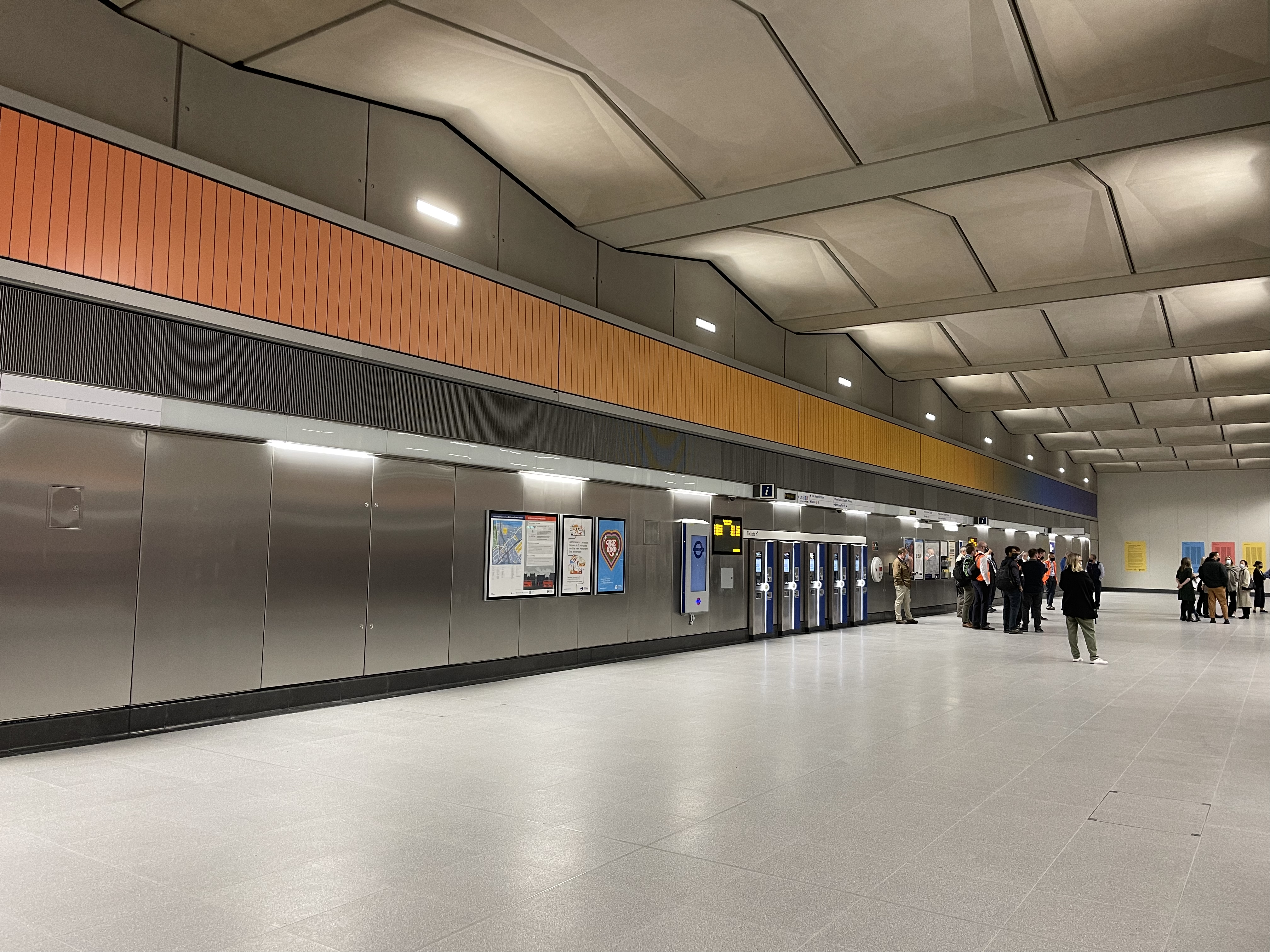
亞歷山大·達庫尼亞的作品《Sunset, Sunrise, Sunset》

該車站由Laing O'Rourke與法羅里奧組成的合資企業設計並建造，車站入口建築由劍邵設計。車站設計預留了未來安裝月台幕門的空間。
地鐵藝術委託藝術家亞歷山大·達庫尼亞在車站票務大廳安裝了一件永久藝術作品：一個長達100（330英尺）、使用旋轉廣告牌的動態雕塑，名為。2023年10月，藝術家馬克·沃林格的作品《迷宮》在車站安裝，以紀念該藝術項目10週年及倫敦地鐵160週年。

## 歷史

### 建造
該站於2014年11月獲得運輸大臣的最終批准，隨後於2015年開始建造，原定於2020年完工。北線延伸段的隧道工程從巴特西開始，兩台隧道鑽挖機「Helen」和「Amy」於2017年3月從該地點出發，挖掘延伸線的運行隧道。
在倫敦交通局2014年12月10日會議文件中發佈的《2014年業務計劃》草案版中，地圖《2021年倫敦交通局鐵路網絡》將終點站標記為「巴特錫發電站」（Battersea Power Station），而非先前出版物中僅標記的「巴特錫」（Battersea）。2015年12月，倫敦交通局確認該站將命名為「巴特錫發電站」。這使其成為倫敦地鐵中唯一在官方名稱中包含「站」（station）一詞的車站。關於站名應構建為「巴特錫發電站」還是「巴特錫發電站站」（Battersea Power Station station），曾存在一些混淆。

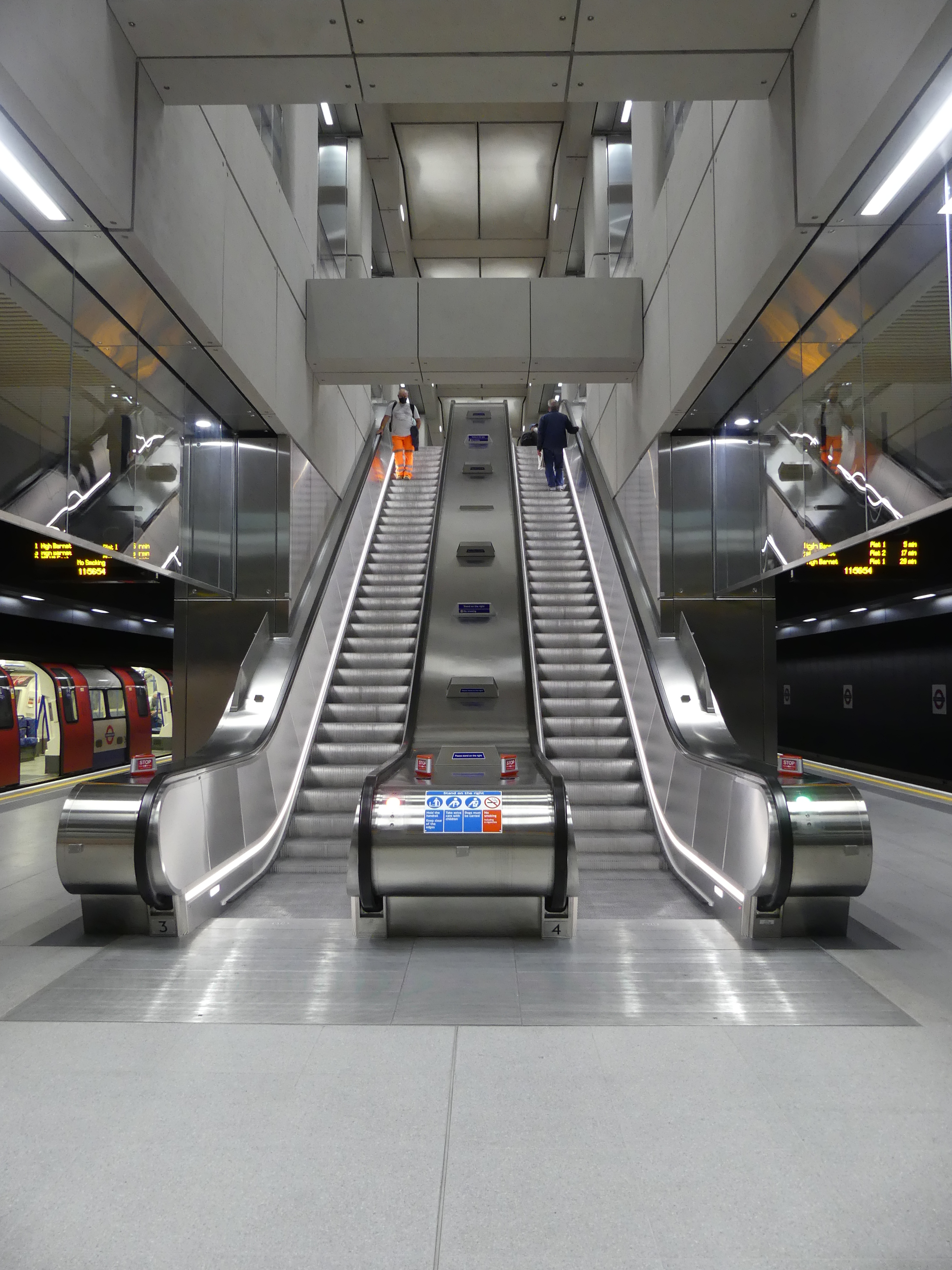
車站內的月台

2018年12月，倫敦市長簡世德宣布該項目將推遲至2021年9月，以「提高車站的容量，以應對比原先預測更多的乘客」。
截至2019年6月，主要的隧道和軌道工程已完成，並首次有工程列車在延伸段上運行。到2020年2月，車站的建造已接近完成，月台、自動扶梯和倫敦地鐵圓標均已安裝完畢。第一班倫敦地鐵列車於2020年聖誕節期間駛入延伸段，標誌著信號測試階段的開始。

### 開通
該站於2021年9月20日開通。
2022年9月，倫敦交通局宣布，自開通以來，該延伸線已超過500萬人次搭乘，其中巴特西發電站站平均每週有8萬人次。巴特西發電站指出，隨著发电站旧址於2022年10月重新開放為辦公和零售綜合體，需求將進一步增加。
2022年11月，巴特西發電站站榮獲《建築學報》基礎設施與交通類建築獎，車站頂篷尤其受到評審的特別讚揚。該站的西側入口計劃於2025年開放。